# Mishawaka
La ville américaine de Mishawaka (en anglais [mɪʃəˈwɑːkə]) est située dans le comté de Saint Joseph, dans l’Indiana. Lors du recensement de 2010, elle comptait 48 252 habitants C’est la ville sœur de South Bend, le siège du comté.

## Source
- (en) Cet article est partiellement ou en totalité issu de l’article de Wikipédia en anglais intitulé « Mishawaka, Indiana » (voir la liste des auteurs).